# ラサ (インド文化)

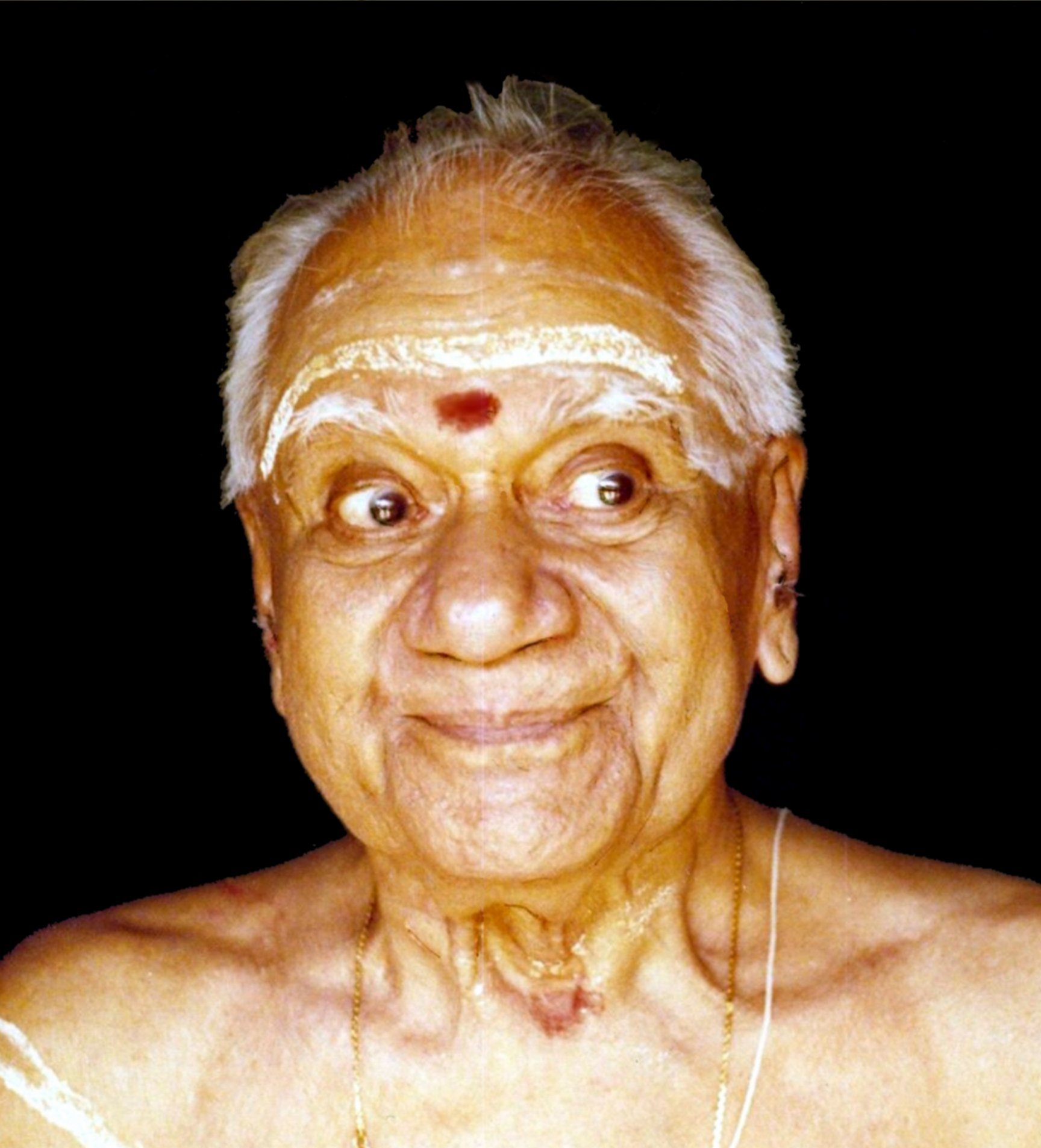
Koodiyattam(英語版)での「シュリンガラ(恋情)」の表現

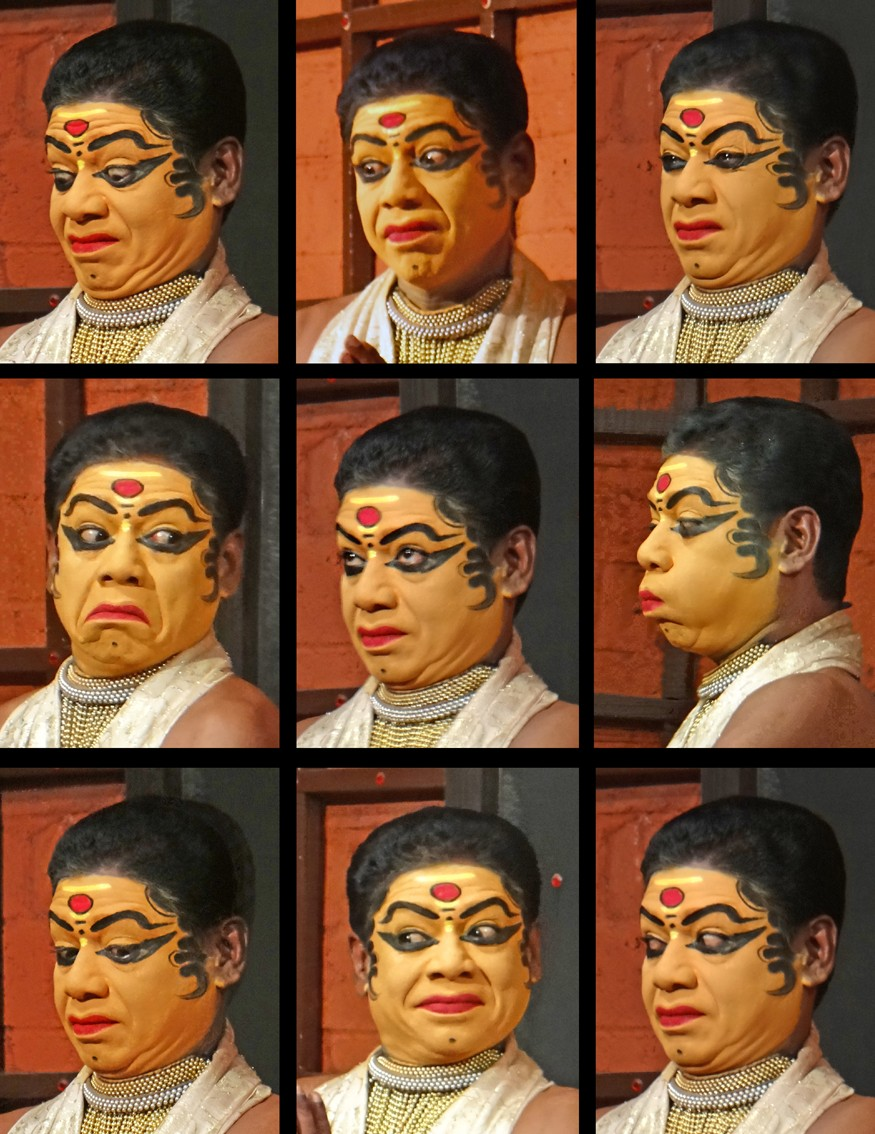
カタカリの踊り手が見せる９つの表情。コーチ、インド。

ラサ（Rasa）はインドの伝統的な美学で使われる、カーマ（Kama = 愛）の学問の系統の用語。ある特定の心理的気分や雰囲気を意味し、「感情」「香り」などと訳される。インド舞踊の世界においては「観客の感動」とも。
ラサの考えは、もともと味覚が出発点になっていると言われており、何か口にした時に生じる甘い、辛い、酸っぱいなどの感覚を、詩文鑑賞や演劇鑑賞、音楽鑑賞、ダンス鑑賞の時に感じる「気分」「感情」に拡張したもので、人間の基本的感情を表す。
ラサの内容は明確に統一されてはいないが、例えばインド古典音楽の世界では恋情、滑稽な笑い、悲しみ、怒り、勇ましさ、恐れ、嫌悪、驚き、平和の9つの感情（ナヴァ・ラサ）があるといわれ、音楽家はこのラサを正しく表現しなければならない。つまり、聴衆に「悲しみ」のラサを生じさせる目的で歌をうたって、「怒り」のラサを生じさせてしまってはいけない。ヒンドゥスターニー音楽（北インド古典音楽）の「ラーガ・ジョーンプリ(Raga Jaunpuri)」は悲哀のラサに基づく、代表的なラーガである。ほとばしるような深い悲しみを表現する一方で、その悲しみの中に優しさや力強さを秘める一面を持つ。
インド舞踊の目的は、観客にラサを呼び起こすことにある。演技者（踊り手）の演技表現や顔の表情などで、観客にさまざまな感情を起こさせるように計算されてダンスが作られている。インド舞踊におけるナヴァ・ラサは、以下の通りである。
1. シュリンガーラ (शृङ्गारं) 恋情
2. ハスィヤ (हास्यं) 気品、笑い、ユーモア
3. ラウドラ (रौद्रं) 怒り
4. カルナ (कारुण्यं) 悲しみ
5. ビーバッア (बीभत्सं) 嫌悪
6. バヤナカ (भयानकं) 恐怖
7. ヴィーラ (वीरं) 活力、勇敢
8. アドゥブタ (अद्भुतं) 驚き
9. シャンタ (शांत) 平安、寂静

ダンサーは舞台で感情を表現し、観客はそのダンサーの感情表現に感動する。ここに一種のカタルシスが生まれる。これを「ラサ」といい、「ナヴァ」はダンサーの舞台における基本的な9つの表情をいう。
アーユルヴェーダ（インド伝統医学）の世界では6つのラサ（マドゥー（甘味）、アムラ（酸味）、ラヴァナ（塩味）、カトゥ（辛味）、テクタ（苦味）、ケシャイ（渋味））がある。